# Capnophialophora fraserae
Capnophialophora fraserae är en svampart som beskrevs av S. Hughes 1966. Capnophialophora fraserae ingår i släktet Capnophialophora och familjen Metacapnodiaceae.   Inga underarter finns listade i Catalogue of Life.